# Saint Kitts och Nevis i olympiska sommarspelen 2000
Saint Kitts och Nevis deltog i de olympiska sommarspelen 2000 med en trupp bestående av två deltagare, en man och en kvinna, men ingen av landets deltagare erövrade någon medalj.

## Friidrott
Herrarnas 100 meter
- Kim Collins
  1. Omgång 1 - 10.39
  2. Omgång 2 - 10.19
  3. Semifinal - 10.2
  4. Final - 10.17 (7:e plats)

Herrarnas 200 meter
- Kim Collins
  1. Omgång 1 - 20.52
  2. Omgång 2 - 20.47
  3. Semifinal - 20.57 (gick inte vidare)

Damernas 100 meter
- Valma Bass
  1. Omgång 1 - 11.45
  2. Omgång 2 - 11.60 (gick inte vidare)

Damernas 200 meter
- Valma Bass
  1. Omgång 1 - 23.37
  2. Omgång 2 - 23.57 (gick inte vidare)